# Cyanocorax sanblasianus
Cyanocorax sanblasianus là một loài chim trong họ Corvidae.